# Andrew Powell
Andrew Powell (Londra, 18 aprile 1949) è un violinista, tastierista e produttore discografico britannico, conosciuto prevalentemente per essere stato membro dei The Alan Parsons Project.

## Biografia

### Inizi
Comincia a prendere lezioni di pianoforte all'età di quattro anni, in seguito, frequentando la King College School di Wimbledon, impara a suonare anche la Viola, il violino e le percussioni. A undici anni inizia a scrivere musica e più tardi si laurea in musica alla King College School di Cambridge.
Sempre a Cambridge si unisce al gruppo di rock progressivo Henry Cow, nei quali si alterna nel ruolo di bassista e batterista.

### Carriera
Dopo aver lasciato Cambridge collabora con diverse orchestre, tra le quali la London Symphony Orchestra, e lavora in sala d'incisione come turnista. Collabora regolarmente anche con il percussionista giapponese Stomu Yamashta. Ben presto si scopre anche arrangiatore e il suo primo lavoro in tale senso è l'album d'esordio del gruppo Cockney Rebel. In seguito sarà molto richiesto tanto da lavorare, tra gli altri, con Leo Sayer, Donovan, Chris Rea, David Gilmour. La collaborazione più redditizia è probabilmente però quella con Al Stewart per i suoi album più famosi, e cioè "Year of the Cat" e "Time Passages".
Dal 1976 inizia una proficua collaborazione con Alan Parsons. Nel primo album del musicista inglese, realizzato sotto la sigla The Alan Parsons Project, Powell lavora come arrangiatore, direttore d'orchestra e compositore. Successivamente presterà la sua opera per tutti i successivi album del Project e continuerà la sua collaborazione anche per i lavori solistici di Parsons.
Contemporaneamente alla sua collaborazione con The Alan Parsons Project, Powell lavora anche per altri artisti, occupandosi dei primi due album di Kate Bush, "The Kick Inside" e "Lionheart". Altri artisti a cui presta la sua opera sono Chris de Burgh, gli Hollies, i Kansas, John Miles (Music).
Oltre ai suoi lavori in campo pop e rock, Powell si è distinto anche dirigendo molte famose orchestre come la Berlin Philharmonic Orchestra e la Los Angeles Philharmonic Orchestra.
Nel 1985 compone la colonna sonora di Ladyhawke dirigendo la Philharmonia Orchestra per la Atlantic Warner.

### Lavori recenti
Tra i suoi lavori più recenti c'è l'arrangiamento per "Wow & Flutter" di Wouter Van Belle, e composizioni per orchestre di ottoni come la Grimethorpe Colliery Band.
Attualmente è direttore artistico della Bluestone Arts società di impresa sociale che promuove la musica, le parole e le arti visive nel North Pembrokeshire in Galles.
Nel 2017 è tornato alle colonne sonore dopo circa trent’anni di assenza scrivendo le musiche originali del cortometraggio di fantascienza Here We Go Again, Rubinot! diretto da Giuliano Tomassacci, pubblicate su cd l’anno successivo dall’etichetta maltese Kronos Records in edizione limitata.

## Principali partecipazioni discografiche

### Come Andrew Powell And The Philharmonia Orchestra
- The Alan Parsons Project Played By Andrew Powell (1997)

### Con The Alan Parsons Project
- Tales of Mystery and Imagination - Edgar Allan Poe (1976)
- I Robot (1977)
- Pyramid (1978)
- Eve (1979)
- The Turn of a Friendly Card (1980)
- Eye in the Sky (1982)
- Ammonia Avenue (1984)
- Vulture Culture (1985)
- Stereotomy (1986)
- Gaudi (1987)

### Con Alan Parsons
- Try Anything Once (1993)
- Live (1995)
- On Air (1996)
- The Time Machine (1999)

### Con Kate Bush
- The Kick Inside (1978)
- Lionheart (1978)